# OSJBホールディングス
OSJBホールディングス株式会社（オーエスジェイビーホールディングス、英: OSJB Holdings Corporation）はかつて存在した日本の持株会社、東京都江東区に本社を置いていた。2014年に日本橋梁株式会社が持株会社に移行し、商号変更した。傘下に事業会社として、（新）日本橋梁株式会社、オリエンタル白石株式会社などを持つ。
商号の由来はオリエンタル白石の頭文字OSと日本橋梁の頭文字JBを組み合わせたもの。
みどり会の会員企業であり三和グループに属していた。
2021年4月1日付でオリエンタル白石へ吸収合併され、OSJBホールディングスは解散した。

## 沿革

### 事業会社（旧・日本橋梁）時代
- 1919年（大正8年）7月 - 岩井勝次郎が日本橋梁建築合資会社に資本参加、株式会社組織として日本橋梁株式会社を設立。
- 1949年（昭和24年）7月 - 大阪証券取引所に上場。
- 1990年（平成2年）9月 - 大証1部に指定替え。
- 1997年（平成9年）11月 - 東京証券取引所第1部に上場。
- 2011年（平成23年）12月 - 会社更生法の適用を申請したオリエンタル白石株式会社を子会社化。

### 持株会社（OSJBホールディングス）時代
- 2014年（平成26年）
  - 4月 持株会社体制に移行。グループ経営管理事業を除く全事業を完全子会社の日本橋梁分割準備株式会社へ吸収分割により承継するとともに、従前の日本橋梁株式会社をOSJBホールディングス株式会社へ、日本橋梁分割準備株式会社を日本橋梁株式会社へ、それぞれ商号変更[3]。
  - 6月 本店所在地を大阪市西区江戸堀1丁目9番1号から東京都江東区豊洲5丁目6番52号に移転。
- 2021年
  - 3月30日 - 東京証券取引所第1部上場廃止[4]。
  - 4月1日 - オリエンタル白石へ吸収合併され解散。代わってオリエンタル白石がテクニカル上場により再上場。